# 亞月亮
亞月亮（1970年8月30日—），日本女性漫畫家，島根縣人，處女座，血型A型，喜歡旅行。
代表作：《双面小魔女》（日文名：Wピンチ!! 2000年在RIBON连载，后于集英社出版，全4卷）、《甜心汪汪》（日文名：ラブわん! 2003年在RIBON连载，后于集英社出版，全4卷）等 。

## 風格
初始為帶點奇幻色彩的戀愛喜劇風格，自出版《詛咒人偶麻未》後轉往恐怖漫畫系列，《都市傳說》為其目前長作。

## 作品
- 親親斯巴達X、全1冊、原名，大然文化代理中文版
- 聖女的物語、全1冊、原名，大然文化代理中文版
- 無敵小魔女、全1冊、原名，大然文化代理中文版
- 我愛玻璃鞋、全1冊、原名，大然文化代理中文版
- OH!老師16歲!?、全2冊、原名，大然文化代理中文版
- 雙面小魔女、全4冊、原名，大然文化代理中文版
- 電動王子高橋、全1冊、原名，大然文化代理中文版
- 無重力少年、全3冊、原名，尖端出版代理中文版
- 、全1冊、未代理
- 甜心汪汪、全4冊、原名，尖端出版代理中文版
- H²LOVE、全1冊、原名，尖端出版代理中文版
- 我的殺人事件簿!?、全1冊、原名，尖端出版代理中文版
- 詛咒人偶麻未、全1冊、原名，尖端出版代理中文版
- 戀愛星星、共2冊、原名，東立出版社代理中文版
- 都市傳說、全9冊、原名，東立出版社代理中文版

## 外部連結
- （日語）

1. ↑  .   [2019-02-02]. （原始内容存档于2021-02-07）.
2. ↑  .   [2019-02-02]. （原始内容存档于2020-10-03）.